# فوکایا
فوکایا (انگلیسی: Phocaea) یکی از شهرهای باستانی ایونی (یونانی‌های آسیای کوچک) در کرانه غربی آناتولی بود. شهر امروزی فوچا در ترکیه بازمانده فوکایا است.
اهالی فوکایا مهاجرنشین‌هایی در نقاط دیگر برپا کردند که از آن‌جمله است روستای ماسالیا (مارسی امروزی در فرانسه) در ۶۰۰ پیش از میلاد، امپوریون (امپوریس امروزی در کاتالونیای اسپانیا) در ۵۷۵ پیش از میلاد، و الئا (ولیای امروزی در کامپانیای ایتالیا در ۵۴۰ پیش از میلاد.
فوکایا در زمان هخامنشیان جزئی از شاهنشاهی ایران شد. زمانی که سپاهیان کوروش بزرگ به رهبری هارپاگ به این ناحیه رسیدند، فوکایی‌ها شهر خود را تخلیه کرده و گروهی به خیوس رفته و گروه دیگری نیز به جزیره کرس کوچیدند. دسته‌ای از فوکایی‌ها نیز شهر الئا را بنیاد کردند. بعدها بخشی از اهالی فوکایا به شهر خود بازگشتند.
این شهر که در غرب آناتولی و ۲۵ مایلی شمال غربی ازمیر واقع شده‌است در ۱۲ جون ۱۹۱۴ مورد حمله ترکان عثمانی قرار گرفت به گونه‌ای که تمام ساکنان شهر اعم از مرد و زن و حتی بچه‌ها قتل‌عام شده و سپس اجساد آن‌ها را از بالای دیوار شهر به پایین پرتاب کرده بودند.